# Friedrich Runge (Kanzler)
Friedrich Runge (* 17. März 1599 in Greifswald; † 25. Dezember 1655 in Kolberg) war der erste brandenburgische Kanzler in Hinterpommern.

## Leben
Friedrich Runge war der Sohn des herzoglichen Rates Daniel Runge, mit dem er 1603 nach Wolgast kam. Von 1614 bis 1618 studierte er an der Universität Greifswald, anschließend 1619 in Jena. Nach einer Reise, die ihn durch die Niederlande und England führte, schloss er 1623 seine Studien an der Universität Rostock ab.
Im selben Jahr begleitete er die pommerschen Gesandten Philipp von Horn und Jacob Seldrecht zum Reichstag nach Regensburg. 1624 trat er in die herzogliche Verwaltung Bogislaws XIV. von Pommern ein und wurde im folgenden Jahr zum Hofrat ernannt. Auf herzogliche Kosten promovierte er 1626 in Greifswald zum Doktor der Rechtswissenschaften. Für das Herzogtum Pommern war er während des Dreißigjährigen Krieges häufig in diplomatischen Diensten unterwegs. 1634 gehörte er zu den herzoglichen Bevollmächtigten, die die Schenkung des Amtes Eldena an die Greifswalder Universität leiteten.
Nachdem mit Bogislaw XIV. im Jahr 1637 die Greifenherzöge ausgestorben waren, zog Friedrich Runge mit seiner Familie nach Danzig und später nach Stolp. 1641 nahm er das Amt des Stadtsyndicus von Stettin an. In dieser Funktion sandten ihn die pommerschen Landstände zusammen mit Marcus von Eickstedt im März 1644 und im Oktober 1645 zu den Friedensverhandlungen nach Osnabrück. 
Nach Kriegsende wurde Friedrich Runge 1649 vom brandenburgischen Kurfürsten Friedrich Wilhelm zum Kanzler für Hinterpommern ernannt und richtete die Regierung in Kolberg ein.  Er führte den Grenzrezess zwischen Schweden und Brandenburg zum Abschluss und erhielt zum Lohn die Kantoratspräbende des Kolberger Domkapitels, die er später an seinen Schwiegersohn, den Hofgerichtsrat Sebastian Brunnemann abtrat.

## Familie
Friedrich Runge war in erster Ehe verheiratet mit Anna Marie Oesler († 1633) verwitwete Rochlitz.
Seine zweite Frau war Marie Kundenreich, die Tochter eines Kolberger Ratsherren.